# Horvátzsidány
Horvátzsidány è un comune dell'Ungheria di 845 abitanti (dati 2001). È situato nella contea di Vas.